# Isaac Johannes Lamotius
Isaac Johannes Lamotius (Beverwijk, batizado em 29 de maio de 1646 - 1718) ou (1653-1710) foi governador de Maurício entre os anos de 1677 e 1692. Lamotius era interessado em artes e conhecimento e se tornou um ictiologia; ele fez 250 desenhos de peixes os quais são mantidos em Paris.

## Vida
Isaac era o filho de Johannes Lamotius, que desempenhou um papel importante na captura de Malaca pelos holandeses (janeiro de 1641) e que se casou na Batavia com a viúva de Matthijs Quast. Enquanto era primeiro-sargento morou na Formosa holandesa.
Não se sabe muito sobre o início da vida de Isaac. Em setembro de 1677, ele chegou à ilha. Em 1682 Joan Huydecoper II exortou fortemente os administradores coloniais de realizar investigação botânica e estimulou a produção de desenhos de plantas no local. Ele deu-lhe instruções de como iniciar um herbário. Em 1685 Huydecoper solicitado plantas subtropicais. A cucumis chegou um ano depois, em Amsterdã. [7] Lamotius tornou-se um especialista sobre a fauna e flora da ilha Maurícia e publicadas revistas diárias. Em 1688, os três últimos dodos foram capturados.
Alguns dizem que com quinze anos sob seu comando a ilha sofria com seu despotismo e a imoralidade era abundante. Quando as pessoas queixaram-se em 1692, Lamotius e seu segundo homem foram enviados para Batavia e julgados em 1695. Ele foi banido por seis anos para a ilha de Rosengain, sendo acorrentado na mais oriental das ilhas Banda.